# 圣巴德利爵主教座堂 (奥克兰)
圣巴德利爵及圣若瑟主教座堂（英語：Cathedral of St Patrick and St Joseph，通称圣巴德利爵主教座堂）是天主教奧克蘭教區的天主教堂。

## 原址
1841年6月1日，主教让·巴蒂斯特·彭派利尔把圣巴德利爵主教座堂原址定为教会领地。19世纪40年代奥克兰地区就有300个到400个的爱尔兰牧师，所以在1843年1月29日，当地开设一座教学楼、一座牧师宿舍和一座附属礼堂（刚开始是便民设施）。逐渐地，附属礼堂就成了真正意义上的教堂。1845年，澳籍建筑师沃特·罗宾逊在大主教彭派利尔的鼓励下来到奥克兰，并且受托设计一座石质教堂。新教堂在原址上建造，位于现在的联合大街和温德姆大街交界处。
1848年奥克兰被定为教区，随后主教彭派利尔展开了法国和罗马的访问之旅，1850年4月，主教彭派利尔回到奥克兰（當時是新西蘭首府），将其定为他的總部，因此圣巴德利爵得以从附属礼堂逐渐演变为教堂，最成为天主教主教座堂。那是一座风格简约的教堂，有700个座位，原料是采自当地的、经过捶打的火山渣。教堂的建筑结构非常坚固，这是沃特·罗宾逊当时许多建筑设计的共性。

## 发展
1884年5月4日，教堂为增建一个新中堂而奠基（长24.4米，宽12.2米），原来的石质教堂变为耳堂，同时在圣坛的东面树立一栋墙，上面凿有壁龛。增建的部分，出自设计师爱德华·马奥尼之手。1884到1885年间，中堂的扩建根据爱德华·马奥尼的设计进行。中堂建有塔楼，塔楼上装有从罗马运来的鸣钟，同时也从伦敦的布朗普顿圣堂，运来了一座600磅重的风琴。1885年3月15日，教堂的增设部分，在威灵顿教区總主教雷德伍德的主持下啟用。
托马斯·马奥尼是爱德华·马奥尼的儿子，同时也是老马奥尼在建筑上的搭档。1907年，托马斯·马奥尼负责为在1848年损坏的教堂进行修复设计，修复内容包括中堂扩长（扩长12.2米），增设圣殿和3个宽大的走廊入口（其中一个入口通往洗礼池），间隔出4个衣物间和2个附属礼堂。圣巴德利爵能从一个小礼堂逐渐发展成一个宏大而庄严的主教座堂，原因在于奥克兰地区强烈的天主教氛围，使得作为天主教堂的圣巴德利爵能从中得益。1908年2月23日，一座全新的翻新教堂——即现在看到的圣巴德利爵，在悉尼總主教莫兰樞機主持下啟用。

## 祝圣礼
1963年9月1日，總主教利斯顿在圣洁和建造坚固的圣巴德利爵主教座堂里，主持了祝圣礼。

## 新改变
2007年，教堂完成了主体大修工程，工程包括内部结构的调整。主教座堂已经被注册成为历史遗址。文森特·沃德导演执导的1988年电影，《中世纪的导航者》中的高潮部分，就有圣巴德利爵主教座堂的镜头（特别教堂的尖顶部分）。